# Gulfport (Mississippi)

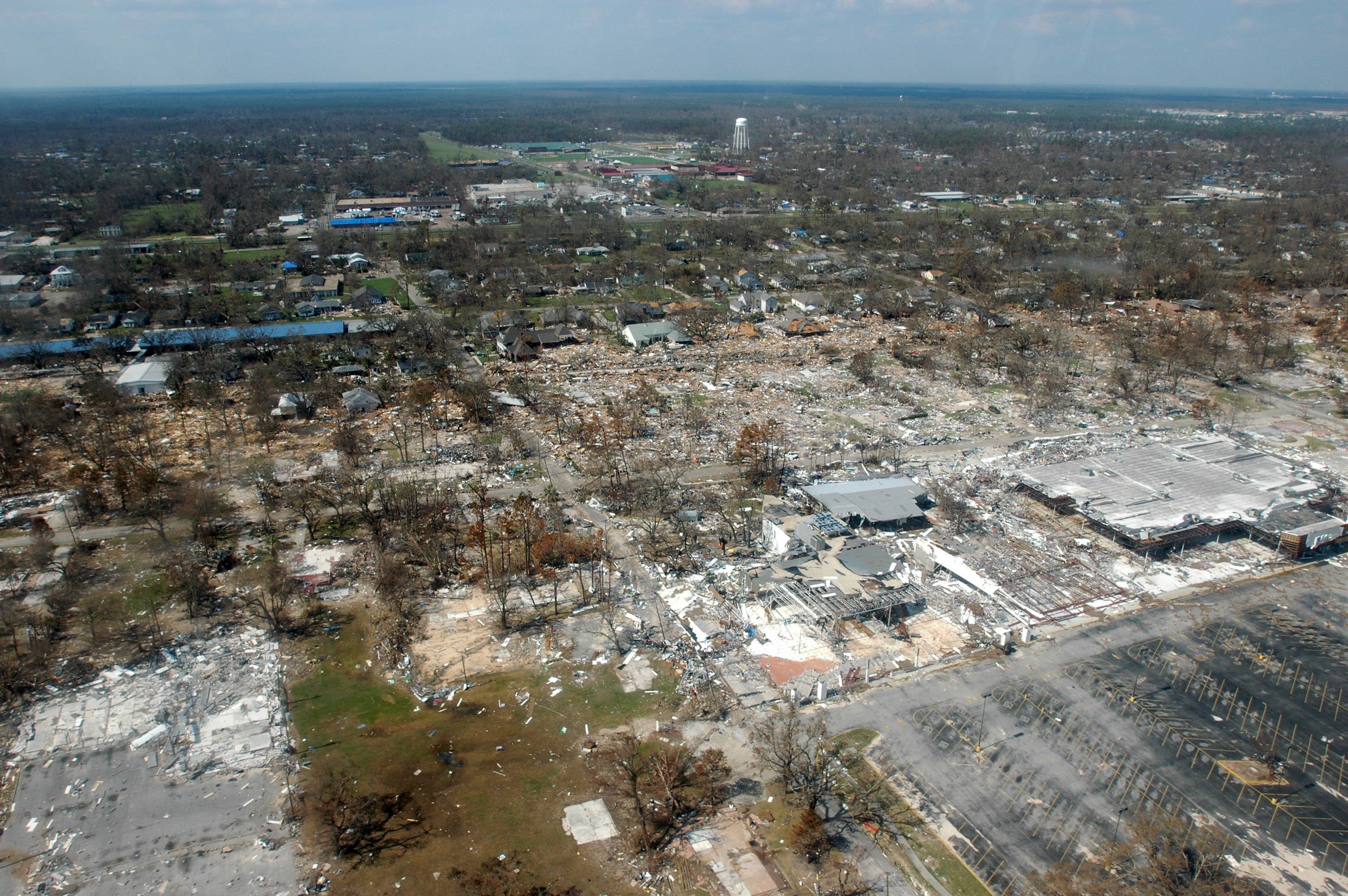
Schade van de Katrina-orkaan, 2005

Gulfport is een plaats (city) in de Amerikaanse staat Mississippi en valt bestuurlijk gezien onder Harrison County. Het is de grootste stad van Mississippi na de hoofdstad Jackson.

## Demografie
Bij de volkstelling in 2000 werd het aantal inwoners vastgesteld op 71.127.
In 2006 is het aantal inwoners door het United States Census Bureau geschat op 64.316, een daling van 6811 (-9.6%).

## Geografie
Volgens het United States Census Bureau beslaat de plaats een oppervlakte van 166,4 km², waarvan 147,4 km² land en 19,0 km² water. De stad ligt aan de Golf van Mexico, waarnaar ze is vernoemd (Gulfport = "Golf-Haven"). Gulfport werd in 2005 hevig getroffen door de orkaan Katrina.

## Plaatsen in de nabije omgeving
De onderstaande figuur toont nabijgelegen plaatsen in een straal van 20 km rond Gulfport.

## Geboren
- Israel Broussard (1994), acteur